# Czystiakowe
Czystiakowe (ukr. Чистяко́ве) – miasto na Ukrainie, w obwodzie donieckim, w Donieckim Zagłębiu Węglowym; wydobycie węgla kamiennego; przemysł elektrotechniczny, maszynowy, drzewny, mineralny; muzeum. Od 2014 znajduje się pod kontrolą Donieckiej Republiki Ludowej.
17 lipca 2014 roku niedaleko wsi Hrabowe w pobliżu ówczesnego Torezu doszło do katastrofy lotu Malaysia Airlines 17.

## Nazwa
Od 1964 do 12 maja 2016 miasto nosiło nazwę Torez (ukr. Торез) na cześć francuskiego komunisty Maurice'a Thoreza. Powrotu do dawnej nazwy nie uznały władze separatystów donieckich i nadal używają one poprzedniej wersji. 

## Demografia
- 2003 – 67 000
- 2010 – 60 032
- 2014 – 56 993[1]